# Nagui
Pour les articles homonymes, voir Fam.
Nagui, de son nom complet Nagui Fam, né le 14 novembre 1961 à Alexandrie en Égypte, est un animateur de radio et de télévision, producteur et comédien français.
C'est un des animateurs les plus populaires du paysage audiovisuel français, en tant que présentateur de nombreuses émissions de divertissement sur les chaînes publiques et privées, notamment Que le meilleur gagne, Taratata, N'oubliez pas votre brosse à dents, Tout le monde veut prendre sa place et N'oubliez pas les paroles ! sur France 2.

## Biographie

### Origines familiales et formation (1961-1979)
Né le 14 novembre 1961 à Alexandrie,, Nagui Fam est le fils cadet de Lotfy Fam (1918-1982), Égyptien issu d'une famille copte, docteur ès lettres de l'université de Paris, interprète aux Nations-unies.
Sa mère est Colette Teitelbaum (1927-2000), professeur franco-italienne de lettres classiques,, dont la famille paternelle, de confession juive, a des racines à la fois à Dnipropetrovsk (actuelle Ukraine) et à Annaba en Algérie (alors française), tandis que sa famille maternelle, italienne (issue des Vallées vaudoises), est protestante.
La famille Fam quitte l'Égypte alors que Nagui a quatre ans et s'installe en France, à Aix-en-Provence, puis, deux ans plus tard, déménage au Canada, où Lotfy Fam enseigne la littérature comparée à l'Université Carleton d'Ottawa. À leur retour en France, ils s'établissent à Cannes, où Nagui passe le reste de son enfance et son adolescence. Il ne reviendra en Égypte avec son frère aîné Carim qu'en 2010.
Élève à l'Institut Stanislas de 1972 à 1979, il obtient son baccalauréat C et s'inscrit au début des années 1980 en DEUG B à la faculté des Sciences de Nice. Il suit ensuite pendant deux ans les cours d'une classe préparatoire aux écoles de commerce, au lycée Paul-Valéry de Paris et à l'Institut Frilley, mais finit par abandonner. Il décide alors de faire carrière à la radio.
Passionné de musique, il a fait ses premiers pas dans l'animation en organisant des boums et en animant des soirées à Cannes.

### Débuts (1979-1991)
Vers la fin des années 1970, Nagui Fam participe aux programmes de radios pirates, notamment Radio Midi et Radio Vintimille. Au début des années 1980, alors qu'il est en classe préparatoire à Paris, il lance à Cannes une radio locale en FM, Radio Galère, qui émet sur la Côte d'Azur. Pour éviter le service militaire, alors obligatoire pour tous les citoyens français, il parvient à être déclaré inapte P4 (inaptitude définitive à servir en raison de troubles psychopathologiques, ou de troubles importants de la personnalité ou de l'adaptation). Lorsqu'il retourne à Cannes, il travaille quelque temps comme disc jockey dans des discothèques, puis en octobre 1982 il entre à Radio France Côte d'Azur.
En 1983, il fait ses débuts à la télévision sur Télé Monte Carlo en présentant l'émission Club 06 jusqu'en 1985. Il y remplace Marc Toesca comme animateur de télévision sur TMC.
En 1986, il entre chez Chic FM, qu'il quitte quelques mois plus tard. À la fin de l'été 1987, il anime des émissions sur une chaîne de télévision éphémère, Canal Côte Fleurie, à Deauville pendant le Festival du cinéma américain.
En 1987, il devient animateur sur M6 de l'émission Clip Dédicace,, où il est rapidement remarqué par Monique Le Marcis, qui l'engage sur RTL. Sur cette radio, il animera des émissions de divertissement et des jeux à succès pendant dix-neuf ans (Malice au pays des merveilles, Place au soleil…).
En 1989, il arrive sur TF1 pour animer Et puis quoi encore, mais se fait licencier après quelques émissions,. La même année, il présente le faux défilé de mode du duo comique Les Vamps intitulé « La basse couture »[réf. nécessaire].

### Succès (1991-1996)
Il connaît la célébrité à partir de 1991, avec la présentation du jeu Que le meilleur gagne tous les midis sur La Cinq à partir du 4 mars 1991, chaîne sur laquelle il a également animé des émissions de première partie de soirée, comme À nous la 5 en juillet 1991, et Studio 5 le 3 octobre 1991, produit par Maritie et Gilbert Carpentier. Il participe également, toujours sur la même chaîne, aux Grands amis le 26 septembre 1991. Mais c'est le jeu quotidien qui connaît rapidement le succès et lui apporte la notoriété. L'année suivante, La Cinq ayant cessé d'émettre, l'émission de Nagui est reprise par Antenne 2 avec un égal succès, ce qui vaut à Nagui d'être récompensé, de 1993 à 1995, par le 7 d'or du meilleur animateur de jeux.
En 1993, Nagui fonde Air Productions, sa société de production, installée à La Plaine Saint-Denis et lance sur la chaîne France 2 une émission musicale, Taratata, où il reçoit des artistes jouant leurs morceaux en public. Celle-ci recevra le 7 d'or de la meilleure émission musicale en 1995, ainsi qu'en 2000.
En 1994, il adapte, à partir d'un concept britannique, l'émission N'oubliez pas votre brosse à dents, réalisée par Gérard Pullicino, avec la voix de Jean-Luc Reichmann. Malgré de très bonnes audiences, l'émission, volontairement provocatrice, est critiquée, notamment par le CSA quand il se sert d'un micro en forme de pistolet pour interroger les candidats. Il crée également d'autres émissions comme Miroir, mon beau miroir à partir du 24 juin 1995 et Cocktail le 13 avril 1996.
Avec 53 % de part de marché et 12,6 millions de téléspectateurs pour le premier prime time de Que le meilleur gagne le 3 janvier 1993 et avec près de huit millions de téléspectateurs et plus de 40 % de part de marché pour N'oubliez pas votre brosse à dents, Nagui est considéré comme l'animateur vedette de France 2 de l'époque.

### Départ de France 2 pour TF1 (1996-2001)

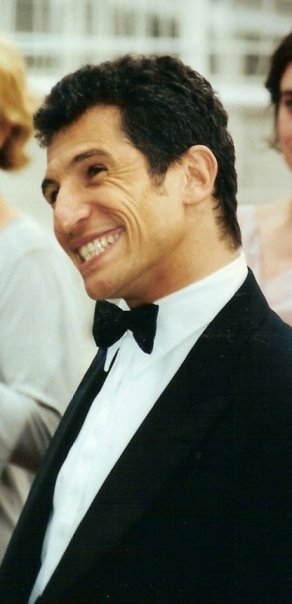
Nagui au Festival de Cannes en 2000

En 1996, il est pris dans la tourmente médiatique de l'affaire des animateurs-producteurs de France 2. Il lui est reproché des clauses rémunératrices avantageuses dans les contrats de ses émissions, mais le rapport Bloch-Lainé le dédouane,. Nagui choisit cependant de rejoindre TF1, tout en restant producteur d'émissions sur la chaîne publique, parmi lesquelles Taratata, dont la présentation est confiée à Alexandra Kazan en 1996.
À la rentrée 1996, il accumule les échecs, que ce soit en access prime-time avec Tous en jeu,, en deuxième partie de soirée avec L'Appel de la couette, ou en prime avec Vous ne rêvez pas. Il reprend sur TF1 les recettes qui ont fait son succès. Comme N'oubliez pas votre brosse à dents, L'Appel de la couette suscite des critiques, le concept étant de recevoir des célébrités en pyjama, couchées dans un lit ; l'émission est arrêtée en janvier 1997. Dans le même temps, il s'occupe d'autres émissions comme Rire en toutes lettres et T'as la marque du maillot, La Soirée d'Enfer. Les émissions de Nagui sur TF1 peinent à trouver leur public et inaugurent les années en demi-teinte que connaît sa carrière d'animateur jusqu'en 2005.
En 1997, il fait ses débuts au cinéma dans le rôle principal d'Une femme très très très amoureuse d'Ariel Zeitoun. Le film connait un succès critique et public mitigé.
En 1999, il prend la succession de Philippe Gildas et Antoine de Caunes en animant l'émission de Canal+ Nulle part ailleurs, laquelle avait été présentée les deux saisons précédentes par Guillaume Durand,. Cette expérience ne dure qu'une saison avec Les Robins Des Bois.

### Traversée du désert et retour sur le service public (2001-2005)
En 2000 et 2001, il est de son propre aveu « persona non grata », sa cote de popularité chutant après son départ de Canal +.
En 2001, Nagui rate son retour sur France 2 en animant Tutti frutti. Faute d'audience, l'émission est supprimée après quelques mois.
Il anime ensuite Le Numéro gagnant en 2002, adaptation du jeu Winning Lines de la BBC, puis Le Coffre en 2004, mais ces émissions ne rencontrent pas le succès escompté.
Parallèlement, sa carrière de producteur est marquée par le lancement des émissions Ombre et lumière et L'avis de tous, ainsi que la production de plusieurs documentaires sportifs consacrés à Zidane ou encore Maradona. En 2002, toujours sur France 2, il produit l'émission musicale Slap, retransmission d'un direct d'un artiste ou d'un groupe en plateau sans présentateur.
Sa carrière d'animateur reprend de l'élan avec le retour à l'antenne d'Intervilles sur France 2, dont il est l'animateur pendant les étés 2004 et 2005 aux côtés de Juliette Arnaud, puis de Patrice Laffont. De septembre 2004 à mars 2005, il présente Encore plus libre sur France 2, qui reprend le principe d'Union libre, une émission présentée par Christine Bravo qui faisait intervenir des chroniqueurs de différentes nationalités européennes. À partir de 2004, il anime le Téléthon sur France 2 avec Sophie Davant. Le 28 décembre 2004, il présente sur France 2 Ça va être votre fête, qui reprend l'esprit de N'oubliez pas votre brosse à dents, mais l'émission est un demi-succès. Un second numéro présenté l'année suivante réalise néanmoins un bon score d'audimat.[réf. nécessaire]

### Renouveau (2005-2010)
Lors du lancement de la TNT en avril 2005, Nagui délaisse France 2 pour France 4, nouvelle chaîne de service public, où il reprend, après cinq ans d'interruption, l'animation de Taratata.
Le 3 juillet 2006, il lance et coproduit le jeu Tout le monde veut prendre sa place diffusé à midi sur France 2. Le jeu ayant rencontré son public, il est maintenu sur la grille de rentrée 2006. Le jeu progresse en audience de saison en saison.
Au cours du même été, il présente également deux soirées événementielles autour des jeux télé : Le marathon des jeux télé, divertissement qu'il anime avec Pascal Sellem. En 2006 et 2007, il animera également deux premières parties de soirées, Y en aura pour tout le monde, ainsi que Le palmarès de la chanson, remake d'une émission de Guy Lux,.
En juin 2006, Nagui est congédié par RTL et poursuit la station en justice pour réclamer des dommages et intérêts. Il demande que les contrats à durée déterminée qu'il a passés avec la radio depuis 1988 soient requalifiés en contrat à durée indéterminée, ainsi que des indemnités de l'ordre de 2,87 millions d'euros. Après qu'il a été débouté pour vice de forme, le conseil des prud'hommes lui accorde finalement gain de cause à l'été 2009.
En août 2006, la radio Europe 2 le recrute pour animer la matinale Nagui est du matin… Manu moins avec Manu Levy. Cette arrivée à Europe 2 va permettre à sa société de diffuser Taratata sur l'antenne de la station. La matinale est reconduite à la rentrée 2007 sous le simple nom de Nagui et Manu.
Durant l'été 2007, en plus de son jeu quotidien Tout le monde veut prendre sa place, Nagui anime un nouveau jeu sur France 2, La Part du lion, qui est diffusé le week-end avant le journal de 20 heures. Le 15 décembre 2007, il fait son retour dans cette case horaire le samedi avec le jeu musical N'oubliez pas les paroles !, adaptation française de Don't Forget the Lyrics! L'émission devient quotidienne en juillet et août 2008.
Le 7 janvier 2008, Nagui continue sa matinale radio, toujours accompagné de Manu Levy sur Virgin Radio, nouvelle radio qui a succédé à Europe 2. En juin 2008, désireux d'arrêter les matinales à la radio pendant un ou deux ans, Nagui annonce qu'il quitte la station.
En 2008, il reçoit le Moustique d'or du meilleur animateur pour Taratata, Tout le monde veut prendre sa place et N'oubliez pas les paroles ! ainsi que le Moustique d'or de la meilleure émission pour Taratata. En octobre 2008, Nagui vend sa société Air Productions au groupe de Stéphane Courbit, Banijay.
En plus du Téléthon depuis 2004, il coanime aussi annuellement les Victoires de la musique de 2005 à 2010.
En septembre 2009, il succède à Michel Drucker en reprenant la case 9 h 30 - 11 h d'Europe 1, avec un jeu quotidien intitulé Décrochez le soleil.

### Années 2010

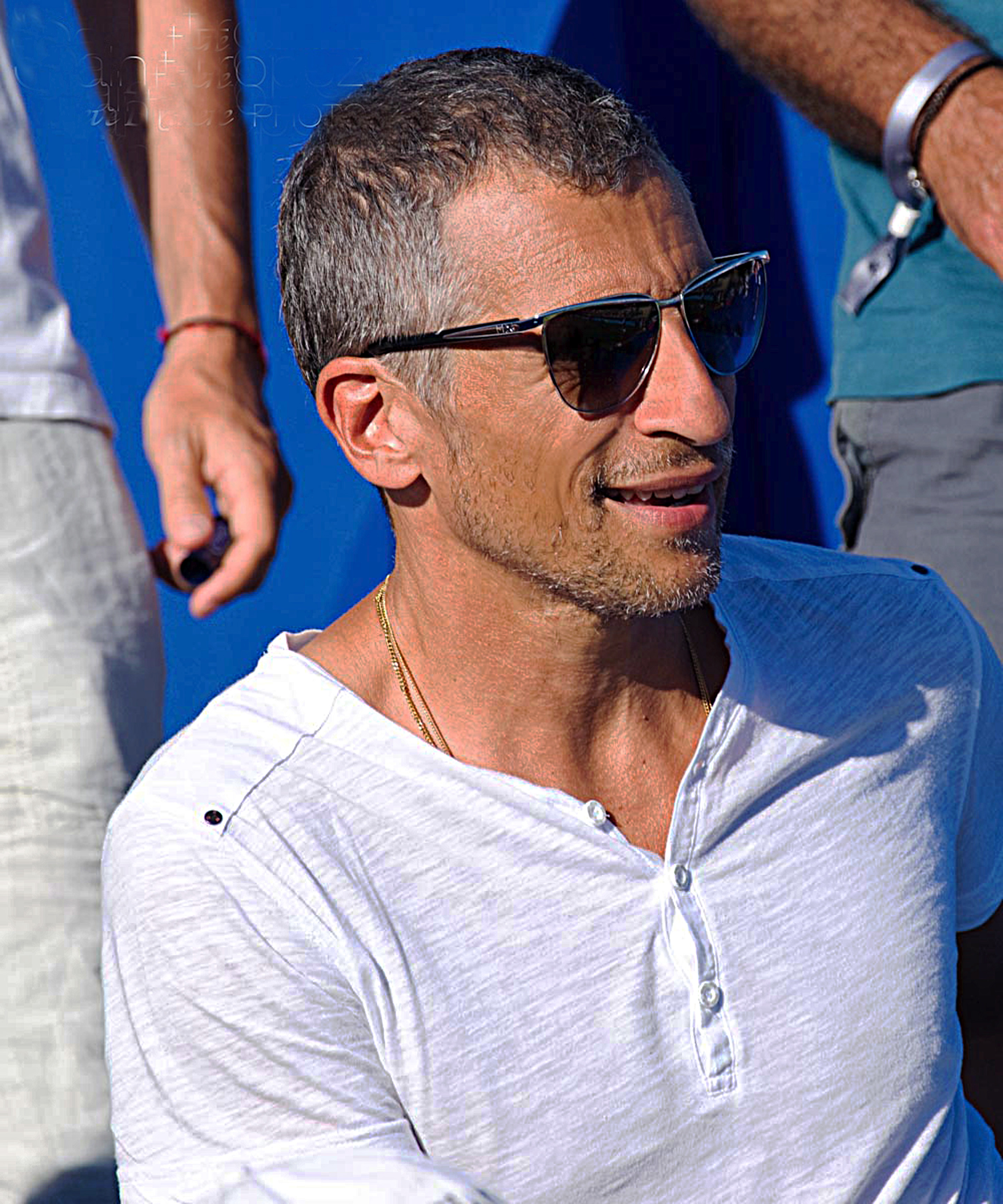
Nagui à Saint-Tropez en 2015

À la rentrée 2010, il anime Le Carré magique sur la même tranche horaire avec trois coanimateurs, Laurence Boccolini, Pierre Lescure et Micho. En septembre 2011, son émission n'est pas reconduite par la direction d'Europe 1. Taratata, alors diffusée chaque mardi sur France 4 de 20 h 35 à 22 h 35, est reprise chaque vendredi soir sur France 2 et en simultané sur Europe 1 de 0 h 30 à 2 h 30.
En 2011, il ne présente pas les Victoires de la musique, mais travaille sur une nouvelle émission qui doit voir le jour dans le courant de l'année.
Tout le monde veut prendre sa place est toujours diffusé sur France 2 au même horaire en 2011 ; en revanche, la nouvelle ligne directrice à la tête du groupe France Télévisions veut que les animateurs soient présents sur une seule chaîne du groupe. Taratata n'est alors plus diffusée sur France 4 à partir de juin, mais uniquement sur France 2. Nagui craint une diffusion de son émission à des horaires impossibles. Elle continue cependant à être retransmise sur Europe 1 malgré l'arrêt de son émission quotidienne, Le Carré magique.
En mars 2011, pour la case de l'access prime time de France 2, Nagui présente et produit un nouveau jeu, Chéri(e), fais les valises !, également inspiré par N'oubliez pas votre brosse à dents. L'émission est déprogrammée depuis le 20 mai 2011 à la suite des mauvaises audiences. Le 5 juillet 2011, il est fait chevalier des Arts et des Lettres.
Pendant l'été 2012, il relance Que le meilleur gagne pour fêter les 20 ans de sa première diffusion sur France 2. Faute d'audience, l'émission est remplacée à partir du 16 juillet 2012 par Mot de passe.
À partir du 17 septembre 2012, il présente le jeu Volte-face en semaine à 19 h sur France 2, mais l'émission est déprogrammée faute d'audience à partir du 5 novembre 2012. N'oubliez pas les paroles ! est de nouveau programmé. À la suite encore une fois d'audiences insuffisantes, la grille de l'access est remaniée en janvier : Patrick Sabatier anime Mot de passe de 18 h 55 à 19 h 25, et Nagui une nouvelle formule de N'oubliez pas les paroles ! à 19 h 25. L'émission est alors passée de 10 à 13 % de part d'audience à la suite de cette refonte.
Pendant l'été 2013, il anime Le Cube, mais l'émission s'arrête le 30 août.
Depuis la rentrée 2014, il est aux commandes de la tranche 11 h - 12 h 30 de France Inter, avec son émission La Bande originale, qui succède à On va tous y passer, l'émission de Frédéric Lopez puis André Manoukian. Le 15 novembre 2014, il est fait chevalier de l'ordre national du Mérite.
En 2015, à la suite de rumeurs annonçant son départ de France Télévisions, Nicolas de Tavernost, le président de M6, propose à Nagui deux quotidiennes et plusieurs prime-times, toutefois ce dernier négocie avec le groupe public la production d’un jeu sur France 3, l'animation de deux autres jeux sur France 2, une douzaine de prime time, et le retour de Taratata. Depuis, France Télévisions commande, directement ou indirectement, aux alentours de 30 millions d’euros d’émissions à la société Air Production de Nagui,.
Depuis la rentrée 2015, Taratata renoue avec le succès sur France 2, (4,7 millions de téléspectateurs pour la 500e) en prime time une fois par an avec un concert au Zénith en faveur de la lutte contre le cancer (FRM) et tous les mois en deuxième partie de soirée le vendredi. Taratata fête en 2017 ses 25 ans au Zénith et sur France 2 avec 50 artistes et 25 chansons.
Il coanime avec Michel Cymes, Stéphane Bern ou encore Bruno Guillon des primes interactifs en direct Tout le monde joue avec… la mémoire, le cerveau, la France, l'Histoire ou le code de la route.
Depuis 2016, il produit le samedi le jeu hebdomadaire Trouvez l'intrus, présenté sur France 3 par Églantine Éméyé.
N'oubliez pas les paroles ! devient, en septembre 2017, l'émission la plus regardée d'entre toutes les chaînes[réf. nécessaire].
Le 15 octobre 2019, il présente, avec Anne-Élisabeth Lemoine sur France 2, une grande émission environnementale, L'Émission pour la Terre.

### Années 2020
Le 14 avril 2021, il annonce lors d’une interview accordée au journal Le Parisien qu’il arrête la présentation de son jeu de midi Tout le monde veut prendre sa place « par envie de changer » et « suite à un désaccord avec la co-productrice de l’émission (Simone Harari Baulieu) sur le devenir du jeu ».
Le 22 juillet 2021, avant « le Défi », il annonce que c'est sa dernière animation du jeu et, à la fin de l'émission, il dévoile le nom de sa remplaçante, Laurence Boccolini.
Le 11 septembre 2021, il anime en direct sur France 2 sa nouvelle émission : The Artist. Un talent show inédit qui accueille 22 candidats de tout horizon, auteurs-compositeurs et interprètes. La marraine de l'émission est la chanteuse Clara Luciani qui fait partie du jury.
À partir du 1er avril 2023, il co-anime avec Bruno Guillon, sur France 2, un nouveau jeu : Votre vie en jeuX.

### Vie privée
De 1995 à 1999, il partage la vie de l'animatrice Marine Vignes, avec laquelle il a une fille, Nina, née en 1997.
En 2000, il rencontre l'actrice australo-britannique Mélanie Page, qu'il épouse le 5 juin 2010. Le couple a trois enfants : Roxane (née en 2004), Annabel (née en 2008), et Adrien (né en 2012),.

### Fortune et revenus
En 2017, Nagui achète 20 millions d'euros d'actions de Banijay via Holding Fam. L'animateur détient alors 5,3 % du capital, ce qui en fait le 4e actionnaire du groupe audiovisuel.
En tant que salarié du groupe, il perçoit entre 750 000 et 1 000 000 d’euros par an.
Grâce à ces actions Banijay, sa fortune est estimée à 100 millions d’euros en 2023.

## Engagements personnels
L'animateur n'a jamais caché son aversion pour le Front national (désormais Rassemblement national). Invité des Grandes Gueules de RMC le 16 septembre 2013, il a confié être prêt à quitter la France si le parti d'extrême droite se retrouvait un jour au pouvoir. Lors de l'entre-deux-tours de la présidentielle de 2017, Nagui fit partie des signataires d'une tribune de Juliette Méadel, secrétaire d’État chargée de l'Aide aux victimes, appelant à faire barrage à Marine Le Pen lors du second tour et à soutenir ainsi Emmanuel Macron, son adversaire. Il a aussi estimé que l'attitude de Pierre-Emmanuel Barré, chroniqueur de La Bande originale sur France Inter, de privilégier l'abstention lors du second tour était « irresponsable » et s'est dit « sidéré » que le FN soit « banalisé ».
Il est végétarien depuis 2016 après avoir visionné des vidéos d'abattoirs où il décrit notamment des « connards qui jouaient au foot avec des veaux ». En 2016, il est d'ailleurs élu avec Mélanie Laurent « personnalité végétarienne de l'année » par l'organisation People for the Ethical Treatment of Animals (PETA). Toutefois, il précise dans son émission Tout le monde veut prendre sa place diffusée le 18 mai 2018 qu'il n'est pas vegan : il accepte de consommer des œufs ou du fromage. Toujours dans l'émission, il se déclare contre les Marinelands où « les dauphins se laissent mourir » et dans celle diffusée le 17 juin 2017, il se déclare contre les zoos sauf s'ils remettent les animaux dans la nature après les avoir soignés.
Nagui s'est depuis engagé pour la cause animale en soutenant notamment le WWF et L214.
Il participe comme invité d'honneur à l'émission Aux arbres citoyens, prime-time imaginé par Cyril Dion et diffusé sur France 2 en novembre 2022, qui permet de récolter 1,8 million d'euros de dons, pour la lutte contre le dérèglement climatique et le maintien de la biodiversité,.
Par ailleurs, il est le parrain depuis plusieurs années de la Fondation pour la Recherche Médicale (FRM). Il organise ponctuellement des jeux en soutien à cette fondation,. Particulièrement sensible à la lutte contre le cancer, il a également décidé, avec ses équipes, de dédier plusieurs concerts Taratata à cette cause et d'en reverser l'intégralité des bénéfices à la FRM,.
En septembre 2020, dans la presse et les réseaux sociaux se diffuse une rumeur comme quoi Nagui a joué un rôle dans l'affaire des chevaux mutilés suite à mécompréhension de publications humoristiques sur le réseau social Twitter. Dans un tweet, l'intéressé répond simplement « ne rien comprendre » à ces accusations. Cette rumeur relevant de l'absurde est devenu depuis une blague récurrente et un mème de l'internet français.

## Popularité
Depuis 2009, Nagui est régulièrement désigné « animateur préféré des Français »,,. En 2011, les internautes du site Toutelatele.com le nomment « personnalité TV de l'année 2010 ».
Dans le TV Scope, le classement des animateurs préférés des Français réalisé par le magazine TV Magazine, Nagui occupe la première place depuis octobre 2009, à l'exception des mois de décembre 2009, de septembre et d'octobre 2010.
D'autre part, en 2011, son jeu quotidien Tout le monde veut prendre sa place arrive en tête des jeux de la saison avec 29,4 % des voix et N'oubliez pas les paroles ! arrive en deuxième position avec 13 % des voix.

## Radio
- 1979 : participation aux programmes de radios pirates
- début des années 1980 : fondateur de Radio Galère
- 1982 : entrée à Radio France Côte d'Azur
- 1986 : un passage à Chic FM
- 1987-2006 : animateur d'émissions de divertissement sur RTL[évasif]
- 2006-2008 : animateur de la matinale d'Europe 2 qui devient Virgin Radio en 2007
- 2009-2011 : animateur du jeu Décrochez le soleil puis de l'émission Le Carré magique sur Europe 1
- depuis 2014 : animateur de La Bande originale sur France Inter

## Télévision
- 1983 - 1985 : Club 06 (TMC)
- 1985 - 1986 : Gala du Midem (FR3 Côte d'Azur)
- 1987 : Clip dédicace (M6)
- 1987 : Carrefour des musiques (M6)
- 1987 : Télé-phone (M6)
- 1988-1989 : Fréquenstar (M6)
- 1988 : Faites-moi 6 (M6)
- 1988 : Studio 22 (M6)
- 1988 : Hit 92 (M6)
- 1988 : Sixième avenue (M6)
- 1989 : Quizz Cœur (M6)
- 1989-1990 : La Fête de la musique (TF1) en compagnie de Smaïn (1989) et de Philippe Risoli (1990)
- 1989-1990 : Et puis quoi encore ? (TF1)
- 1991 - 1995 : Que le meilleur gagne ! (La Cinq, puis Antenne 2/France 2)
- 1991 : À nous la 5 (La Cinq)[22]
- 1991 : Les Grands amis (La Cinq)
- 1991 : Studio 5 (La Cinq)
- 1992 : Caméras indiscrètes (Antenne 2)
- 1992 : Michael Jackson exclusif
- 1993-1995 : Les Victoires de la musique (France 2) en compagnie de Christian Morin (1994), Michel Drucker (1995)
- 1993 : Ovations
- 1993 : La Nuit des 7 d'or
- 1993-1996, 2005-2013 et depuis 2015 : Taratata (France 2, France 3, France 4)
- 1993, 1994, 2010 et 2012 : Taratata fête la musique à Carcassonne (France 2)
- 1994 : Les Francovisions
- 1994 : Juste pour rire (France 2)
- 1994-1996 : N'oubliez pas votre brosse à dents (France 2)
- 1995-1996 : Miroir, mon beau miroir (France 2)
- 1996 : Cocktail (France 2)
- 1996 : L'Appel de la couette (TF1)
- 1996-1997 : Vous ne rêvez pas (TF1)
- 1997 : Tous en jeu (TF1)
- 1997 : T'as la marque du maillot ? (TF1)
- 1997 : Rire en toutes lettres (TF1)
- 1998 : Ophélie de folie (TF1)
- 1998 : La Soirée d'enfer
- 1998 : L'Hymne à Édith Piaf (TF1)
- 1998 : Y'a quoi à la télé ? (TF1)
- 1999 : Béart : Ma vérité
- 1999 : De Starmania à Notre Dame de Paris
- 1999 : Zidane par Zinédine
- 1999-2000 : Taratata symphonique
- 1999-2000 : Nulle part ailleurs (Canal+)
- 2001 : Maradona par Diego
- 2001 : Tutti Frutti (France 2)
- 2001-2002 : Le Numéro gagnant (France 2)
- 2002 : Slap
- 2002 : Voyage fête les musiques du monde
- 2003-2004 : Le Coffre (France 2)
- 2003-2004 : Le Prix Constantin
- depuis 2004 : Le Téléthon (France Télévisions)
- 2004-2005, 2025 : Intervilles (France 2)
- 2004 : Les Gestes de survie
- 2004 : Bon anniversaire l'Olympia
- 2004-2005 : Encore plus libre
- 2004-2005 : Ça va être votre fête
- 2005 : Tout le monde ELA
- 2005 : Fiesta Brazil
- 2005-2010[86] : Les Victoires de la musique (France 2)
- 2006 : Le Marathon des jeux télé (France 2)
- 2006-2021 : Tout le monde veut prendre sa place (France 2)
- 2006 : Y en aura pour tout le monde (France 2)
- 2007 : Le Palmarès de la chanson (France 2)
- 2007 : La Part du lion (France 2)
- depuis 2007 : N'oubliez pas les paroles ! (France 2)
- 2010 : Pour Haïti (France 2)
- 2011 : Chéri(e), fais les valises ! (France 2)
- 2011 : Taratata fête la musique à Bruxelles (France 2)
- 2011-2012 : La Grande Battle (France 2)
- 2012, 2014 et 2015: Que le meilleur gagne (France 2)
- 2012 : La fête de la musique : 30 ans de succès (France 2)
- 2012 : Volte/Face (France 2)
- 2013 : Générations en folie ! (France 2)
- 2013 : Le Cube (France 2)
- depuis 2015 : Tout le monde joue (France 2)
- 2015-2016 et 2020 : Pop Show (France 2)
- 2015 : Je suis Charlie, avec Patrick Cohen (France 2)
- 2018-2019 : Seul contre tous (France 2)
- 2019 : L'émission pour la Terre (France 2)
- 2020 : Le Festival des festivals, avec Leïla Kaddour (France 2)
- 2020 : Unis pour le Liban, avec Leïla Kaddour et Léa Salamé (France 2)
- 2021 : 2000-2020 : 20 ans d’images inoubliables, avec Leïla Kaddour (France 2)
- 2021 et 2025 : Le Club des invincibles (France 2)
- 2021 : The Artist (France 2)[87].
- 2022 : Unis pour l'Ukraine (France 2) : coprésentation avec Leïla Kaddour
- depuis 2023 : Votre vie en jeuX, avec Bruno Guillon (France 2)
- 2024 : Tapis rouge des JO, avec Anne-Sophie Lapix et Laurent Luyat (France 2)
- 2024 : Paris 2024 : Merci ! : coanimation avec Léa Salamé (France 2)
- 2024 : Unis pour Mayotte : coprésentation avec Karine Baste (France 2)
- 2025 : Les Bravos d'or : coprésentation avec Leïla Kaddour-Boudadi

## Filmographie

### Acteur

#### Long-métrage
- 1997 : Une femme très très très amoureuse, d'Ariel Zeitoun : Zack Atlan
- 1999 : Babel, de Gérard Pullicino : M. Berny, le concierge
- 1999 : Mes amis, de Michel Hazanavicius : lui-même
- 2001 : Ma femme est une actrice, d'Yvan Attal : lui-même
- 2014 : Divin enfant, d'Olivier Doran : lui-même

#### Clip
- 1987 : À cause des garçons réalisé par Gérard Pullicino : apparition
- 2020 : Et demain ? d'Et demain ? Le collectif : lui-même
- 2020 : Désolé pour hier soir XXV (Remix 2020) de Tryo & McFly et Carlito : lui-même

### Doublage
- 1995 : Super Noël : Scott Calvin (Tim Allen)
- 2018 : 50 nuances de Grecs (série d'animation) : Hypnos

### Producteur
- 2013 : Trop de Thrones, diffusé sur Dailymotion par PREVIOUSLY (parodie de Game of Thrones)
- 2014 : 3 femmes en colère (téléfilm) de Christian Faure
- 2021-2023 : L'École de la vie (série) de Sylvie Bailly et Mathieu Gleizes
- 2023 : Les Disparus de la Forêt-Noire (mini-série en quatre épisodes)

## Distinctions et récompenses
- Officier de l'ordre des Arts et des Lettres (2024)[88] ; chevalier (2011)[89].
- Chevalier de l'ordre national du Mérite (2014)[90].
- 7 d'or du meilleur jeu télévisé pour Que le meilleur gagne en 1993, 1994 et 1995.